# Aeroportul Koyukuk
Aeroportul Koyukuk (IATA: KYU, ICAO: PFKU, FAA LID: KYU) este un aeroport din Alaska, Statele Unite ale Americii ce deservește zona Koyukuk⁠(d). Aeroportul a fost tranzitat în 2019 de 2.356 de pasageri. A fost numit după zona deservită.
Situat la o altitudine de 45 m, aeroportul dispune de 1 pistă. Este operat de Alaska Department of Transportation & Public Facilities⁠(d).

## Infrastructură

### Piste
Aeroportul dispune de o singură pistă. Pista 06/24 are suprafața de pietriș și dimensiunile 4.000 picioare × 75 picioare. 